# Pierrière

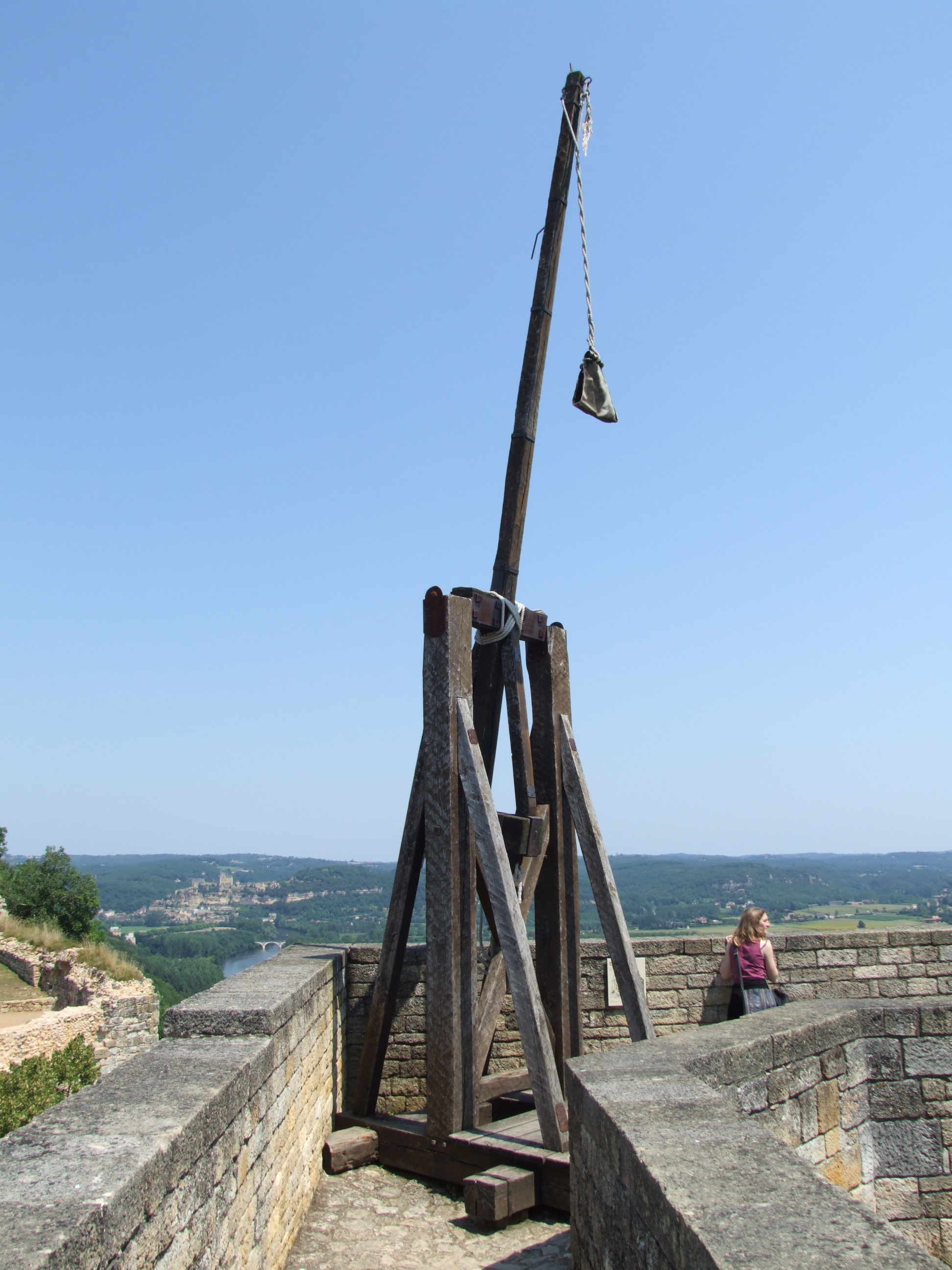
Reconstitution d'une pierrière au château de Castelnaud.

La pierrière est une pièce d'artillerie médiévale. Constituée d'un balancier appelé verge au bout duquel est attachée une poche contenant des projectiles, elle était actionnée en tirant sur l'autre extrémité du balancier. Utilisée principalement pour la défense, elle était aussi appelée l'arme des femmes puisque les femmes et les enfants étaient souvent dévolus à ce type d'armement. Eugène Viollet-le-Duc mentionne que le terme pierrière était aussi donné à la baliste qui fonctionne en réalité sur un principe différent.

## Origines
Les Chinois utilisaient vraisemblablement des engins similaires plusieurs siècles avant l'ère chrétienne. 
Le principe de la machine a voyagé sur la route de la soie. Elle fut utilisée par les Sarrasins au temps des Croisades. Elle apparait ainsi en Europe vers le XIe siècle.

## Utilisations attestées
On retrouve des traces de l'utilisation des pierrières dans des écrits ou par le biais de fouilles archéologiques.
Ainsi, c'est un projectile issu d'une pierrière qui aurait tué Simon de Montfort lors du siège de Toulouse en 1218.
Une pierrière fut aussi utilisée par les croisés au château de Montségur pour attaquer la barbacane défendant l'accès au château lors du siège de 1244.

## Caractéristiques techniques
- Masse des boulets : de 3 à 12 kilogrammes parfois en plusieurs projectiles (volées de cailloux)
- Portée : de 40 à 80 mètres
- Nombre de servants : de 6 à 8
- Cadence de tir : jusqu'à un projectile par minute

Au château de Calmont d'Olt des essais avec 12 adultes ont permis d'envoyer un projectile d'un kilo à plus de 80 mètres avec une cadence de tir de un toutes les 30 secondes

## Perfectionnements
Un contrepoids pouvait être ajouté à l'extrémité qui était tirée pour faciliter le maniement de l'arme et surtout compenser le poids du projectile. Dans ce cas, la pierrière est appelée bricole. Ce principe de contrepoids sera repris et amélioré dès le XIIe siècle pour en faire des armes plus puissantes en vue de tenir des sièges : les mangonneaux et les trébuchets.